# Benoît Jutras
Benoît Jutras es un compositor canadiense conocido por su estilo único de música, que generalmente incluye erhus, gaitas y otros instrumentos exóticos. Sus obras más notables son la música que escribe para Cirque du Soleil, entre ellos O, Mystère, Quidam, y La Nouba. Unos de sus más reciente trabajo es Le Rêve, un espectáculo no circense en el casino Wynn de Las Vegas y hotel en Las Vegas. Ha compuesto bandas sonoras también para el cine y la televisión.
Tiene una hija, que actuó en Quidam (Audrey Brisson-Jutras) y un hermano (Francois Jutras). Su cuñada es Roxane Potvin, la cantante principal de Cirque du Soleil en el espectáculo O.
"Con la globalización, una fusión de estilos musicales es cierta y el objetivo final no es simplemente extraer lo que es evidente pero con la fusión real de la esencia de cada estilo, a fin de crear algo auténtico, innovador y divertido". -Benoît Jutras

## Discografía
- Mystère (1993)
- Quidam (1996)
- La Nouba (1998)
- O (1998)
- Alegria (1999)
- Journey of Man (2001)
- Francesco (2000)
- Far Side of the Moon (2003)
- Le Rêve (2005)
- Borderline (2008)
- Glow in the Park Parade (2008)
- The House of Dancing Water (2010)
- Cirque du Soleil: Worlds Away (2012)
- The Han Show (2014)